# 1885 en arts plastiques
| Années des arts plastiques : 1882 - 1883 - 1884 - 1885 - 1886 - 1887 - 1888    |
| Décennies des arts plastiques : 1850 - 1860 - 1870 - 1880 - 1890 - 1900 - 1910 |

Cette page concerne l'année 1885 en arts plastiques.

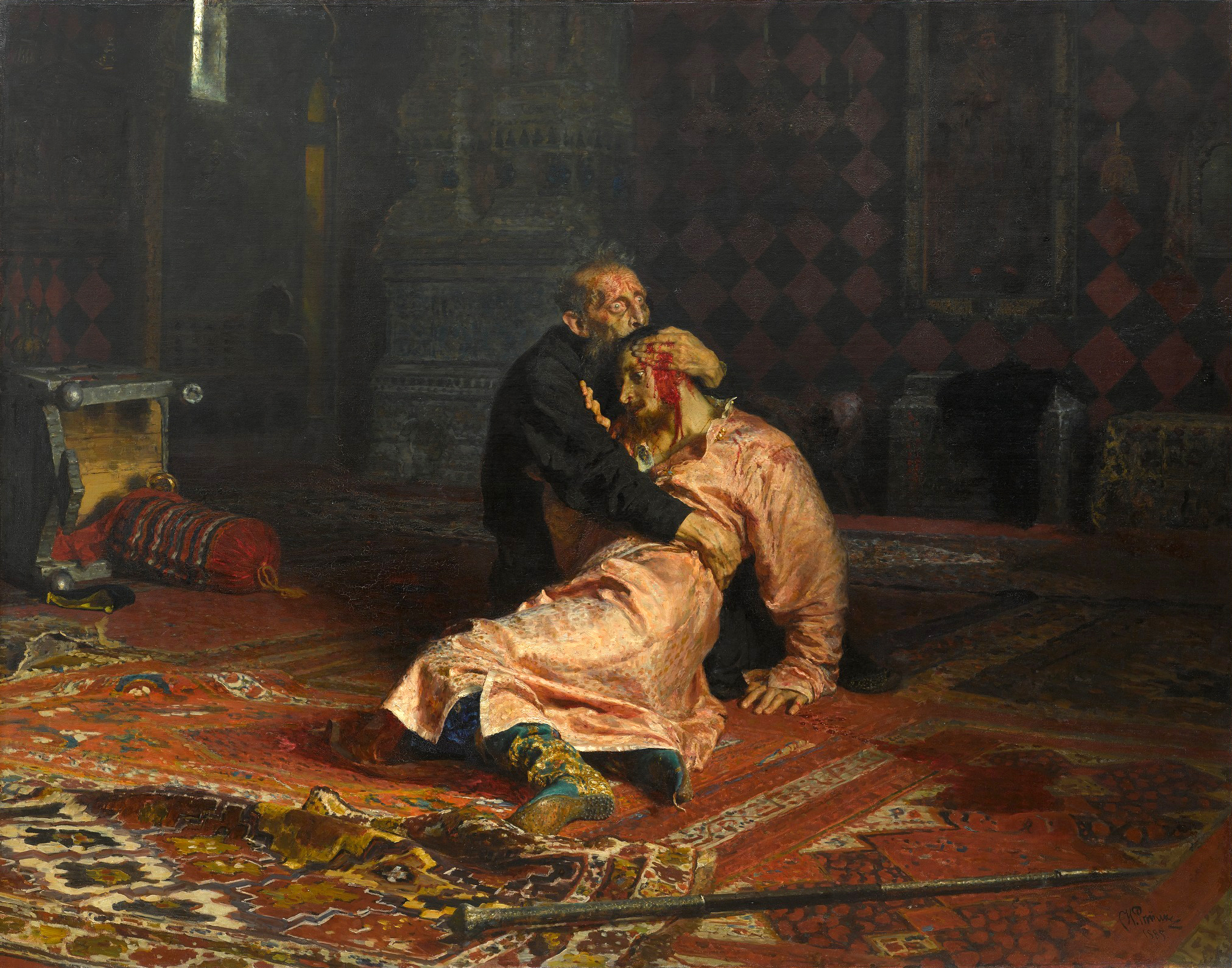
Ivan IV meurtrier de son fils d'Ilia Répine

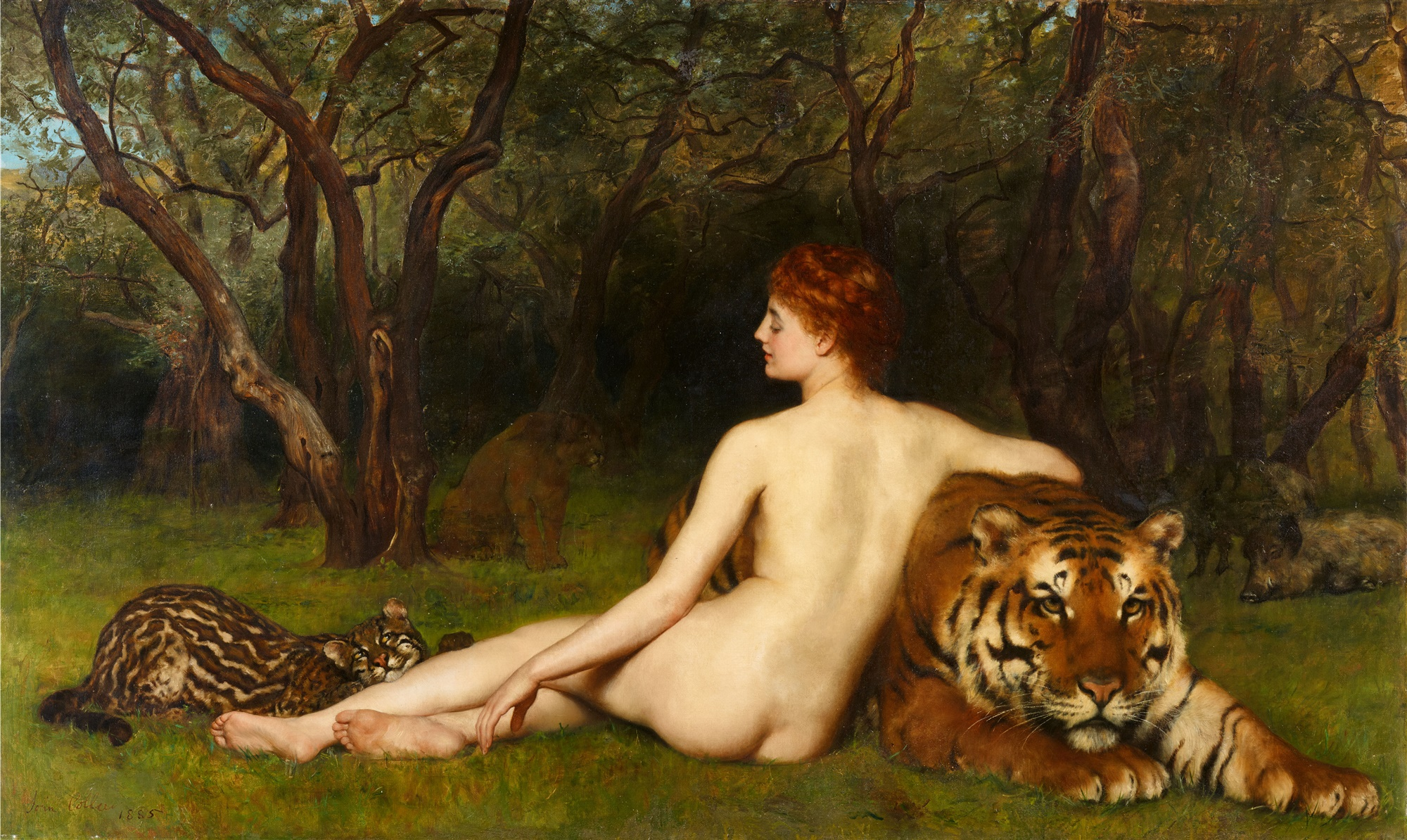
Circe, John Collier, Ger Eenens Collection The Netherlands.

## Événements
- 1 février - 15 mars : ouverture à Bruxelles du second Salon des XX[1].

## Œuvres
- Chez soi de Louise Catherine Breslau.

## Naissances
- 1er janvier :
  - Lucienne Capdevielle, peintre et pastelliste française († 17 octobre 1961),
  - Marie-Louise Pichot, peintre française († 27 juin 1947),
- 3 janvier : Anna Lesznai, poétesse, graphiste et peintre hongroise († 2 octobre 1966),
- 4 janvier : Jules-René Bouffanais, peintre et graveur français († 15 mai 1915),
- 8 janvier : Dett, peintre animalière française († 14 juin 1972),
- 18 janvier :
  - Charles-Paul Dufresne, graveur au burin, dessinateur, illustrateur et peintre français († 14 août 1956),
  - André Noufflard, peintre franco-italien († 18 mai 1968),
- 26 janvier : Antoine Jacquemond, peintre et enseignant français († 7 juin 1970),
- 27 janvier : Seison Maeda, peintre japonais († 29 octobre 1977),
- 31 janvier : André Mare, décorateur, architecte d’intérieur et peintre français († 3 novembre 1932),
- 2 février : Paul-Émile Bécat, peintre, graveur et dessinateur français († 1er janvier 1960),
- 3 février :
  - Emilien Barthélemy, peintre français († 4 février 1964),
  - Germaine Bongard, peintre et couturière française († 23 janvier 1971),
  - Moses Levy, peintre et graveur italo-britannique († 2 avril 1968),
- 12 février :
  - Paolo Paschetto, peintre italien († 9 mars 1963),
  - Josef Wenig, peintre, illustrateur, scénographe et costumier austro-hongrois puis tchécoslovaque († 8 septembre 1939),
- 15 février : Elizabeth Colborne, illustratrice et graveuse américaine († 21 février 1948),
- 16 février : Albert Braïtou-Sala, peintre français († 29 septembre 1972),
- 18 février : Henri Laurens, sculpteur, peintre, dessinateur et graveur cubiste français († 5 mai 1954),
- 19 février : Georges Gass, peintre français († 19 septembre 1914),
- 20 février : Otto Meyer-Amden, peintre et graphiste suisse († 15 janvier 1933),
- 22 février : Jan Bolesław Czedekowski, peintre polonais († 8 juillet 1969),
- 2 mars :
  - Raffaele De Grada, peintre italien († 10 avril 1957),
  - Suzanne Drouet-Réveillaud, peintre orientaliste française († 24 mars 1970),
- 2 mars ou 15 mars : Rougena Zátková, peintre et sculptrice austro-hongroise puis tchécoslovaque († 29 octobre 1923),
- 4 mars : Michel-Adrien Servant, peintre français († 27 septembre 1949),
- 13 mars : Alphonse Quizet, peintre français († 7 mars 1955),
- 16 mars : Maurice Loutreuil, peintre français († 21 janvier 1925),
- 20 mars : Jacques Raverat, peintre français († 6 mars 1925),
- 24 mars : Pierre Combet-Descombes, peintre français († 4 décembre 1966),
- 30 mars : Noël Nouet, poète, peintre et dessinateur français († 2 octobre 1969),
- 31 mars : Jules Pascin, peintre américain d'origine bulgare († 2 juin 1930),
- 2 avril : Coutisson des Bordes, peintre français († 5 décembre 1949),
- 4 avril : Helen Saunders, peintre britannique († 1er janvier 1963),
- 12 avril : Robert Delaunay, peintre français († 25 octobre 1941),
- 24 avril : Edward Henri Guyonnet, peintre français († 22 juillet 1980),
- 30 avril : Luigi Russolo, peintre et compositeur italien († 4 février 1947),
- 12 mai : Mario Sironi, peintre italien († 13 août 1961),
- 14 mai : Gaston Pottier, peintre français († 21 août 1980),
- 17 mai : Frédéric Fiebig, peintre letton († 6 février 1953),
- 20 mai : Maurice Leroy, peintre, illustrateur, décorateur et dessinateur humoriste français († 18 octobre 1973),
- 21 mai : Hélène Oettingen, peintre et femme de lettres française († 3 août 1950),
- 23 mai : Gustaw Gwozdecki, peintre, sculpteur et écrivain polonais († 7 mars 1935),
- 7 juin : Eugène Narbonne, peintre et illustrateur français († 18 juin 1973),
- 10 juin :
  - Marius Hubert-Robert, peintre orientaliste et illustrateur français († 14 mars 1966),
  - Ryūshi Kawabata, peintre japonais († 6 avril 1966),
- 17 juin : Jean-Jacques Haffner, aquarelliste, professeur d'architecture et architecte français († 20 mars 1961),
- 5 juillet :
  - Edmond Lesellier, peintre français († 20 novembre 1920),
  - André Lhote, peintre français († 25 janvier 1962),
- 11 juillet : Roger de La Fresnaye, peintre cubiste et sculpteur français († 27 novembre 1925),
- 19 juillet : Madeleine Bunoust, peintre française († 5 novembre 1974),
- 20 juillet : André Ballet, plasticien français († 10 novembre 1959),
- 4 août : Lucien Mainssieux, peintre, critique musical et graveur français († 8 juillet 1958),
- 13 août : Jean Buhot, peintre, illustrateur et graveur sur bois français († 5 septembre 1952),
- 18 août : Roman Kramsztyk, peintre polonais d'origine juive († 6 août 1942),
- 25 août : Robert Dessales-Quentin, peintre paysagiste et aquarelliste français († 17 mai 1958),
- 26 août : Gwen Raverat, graveuse britannique († 11 février 1957),
- 15 octobre : Jóhannes Sveinsson Kjarval, peintre islandais († 13 avril 1972),
- 16 octobre : Georges Pilley, peintre français († 3 février 1974),
- 19 octobre : Lajos Tihanyi, peintre hongrois († 12 juin 1938),
- 27 octobre : Sigrid Hjertén, peintre moderniste suédoise († 24 mars 1948),
- 1er novembre : Jacques Gachot, peintre français († 15 décembre 1954),
- 5 novembre : Gabriel Moiselet, peintre et affichiste français († 10 février 1961),
- 10 novembre : Lou Albert-Lasard, peintre française († 21 juillet 1969),
- 14 novembre : Sonia Terk-Delaunay, peintre ukrainienne († 5 décembre 1979),
- 17 novembre : Tetsugorō Yorozu, peintre japonais († 1er mai 1927),
- 22 novembre :
  - Valér Ferenczy, peintre et illustrateur hongrois et roumain  († 23 décembre 1954),
  - Georges Gaudion, chimiste, musicien, poète, peintre et illustrateur français († 17 février 1942),
- 6 décembre : Louis Bouquet, peintre, décorateur, fresquiste et graveur français († 25 février 1952),
- 12 décembre : Vladimir Tatline, peintre et sculpteur constructiviste russe puis soviétique († 31 mai 1953),
- 14 décembre : Guido Marussig, peintre italien († 20 décembre 1972),
- 20 décembre : Pierre-Gustave Paltz, peintre français († 18 décembre 1921),
- 23 décembre : Pierre Brissaud, peintre et illustrateur de mode français († 17 octobre 1964),
- 29 décembre : Cécile Jubert, peintre et graveuse française († 1979),
- ? :
  - Alexandre Altmann, peintre russo-français de l'École de Paris († 1934),
  - Camille de Buzon, peintre français († 1964),
  - Albert Copieux, peintre, aquarelliste et graveur français († 1956),
  - Raphaël Delorme, peintre français († 1962),
  - Henriette Dubois-Damart, peintre pastelliste française († 1945),
  - Sergueï Guerassimov, peintre russe puis soviétique († 20 avril 1964),
  - Jules Vandievoet, peintre décorateur de théâtre et régisseur belge († 13 octobre 1947).

## Décès
- 11 janvier :
  - Rodolphe Bresdin, dessinateur et graveur français (° 12 août 1822),
  - Salvatore Lo Forte, peintre italien (° 20 mars 1804),
- 12 janvier : Frédéric Martens, photographe et graveur franco-italien (° 16 décembre 1806),
- 8 février : Claude Guilleminet, peintre français (° 13 mars 1821),
- 12 mars : Jean-Baptiste Messager, peintre et dessinateur français (° 1812),
- 16 mars : Auguste Steinheil, peintre français (° 26 juillet 1814),
- 18 avril : Jean Pezous, peintre français (° 6 mars 1815),
- 1er mai : André Gill, caricaturiste, peintre et chansonnier français (° 17 octobre 1840),
- 5 mai : Alfred Dartiguenave, dessinateur et peintre français (° 11 décembre 1821),
- 1er juin : Armand Leleux, peintre français (° 18 juin 1818),
- 22 juin : Philip John Ouless, peintre, aquarelliste, paysagiste et portraitiste jersiais (° 7 avril 1817),
- 25 juin : Michel Dumas, peintre français (° 19 juin 1812),
- 28 août : Léon Albert Hayon, peintre français (° 16 novembre 1840),
- 2 septembre : Pierre Letuaire, peintre et dessinateur français (° 6 août 1798),
- 11 septembre : Henri Charles Antoine Baron, peintre et illustrateur français (° 23 juin 1816),
- 7 octobre : Bernhard Smith, sculpteur et peintre britannique (° 1820).
- 8 octobre : Émile Perrin, peintre, critique d'art et décorateur de théâtre français (° 9 janvier 1814),
- 9 octobre : Joseph Geefs, sculpteur belge (° 23 décembre 1808),
- ? octobre : Alexandre Ségé, peintre de paysage et de genre français (° 15 juin 1819),
- 28 novembre : Ferdinand Charles François de Pape, peintre belge (° 10 avril 1810),
- 9 décembre : Auguste Hussenot, dessinateur, peintre et décorateur français (° 15 décembre 1798),
- 16 décembre : Ramón Torres Méndez, peintre et graveur colombien (° 29 août 1809),
- 25 décembre : Amaury-Duval, peintre français (° 16 avril 1808),
- ? :
  - Édouard Agneessens, peintre belge (° 24 août 1842),
  - Mikhaïl Sajine, peintre paysagiste russe (° 1818),
  - Giovanni Servi, peintre italien (° vers 1795).